# Yuko Shimizu
Yuko Shimizu (清水 侑子, Shimizu Yūko) (1 de novembro de 1946) é uma designer japonesa, criadora da Hello Kitty.
Graduou-se na Universidade de Arte de Musashino.
Lançou a Hello Kitty na Sanrio em 1974. Shimizu escolheu o nome de Hello Kitty a partir do livro de Lewis Carroll, chamado Through the Looking-Glass, pois no começo da história de Carroll, a personagem principal, Alice, brinca com dois gatinhos, sendo um deles é um gatinho negro, que Alice o chama de "Kitty". Posteriormente Kitty torna-se conhecida como Hello Kitty.
Além da Hello Kitty ela também é a criadora Angel Cat Sugar e Rebecca Bonbon.